# Pelmatochromis buettikoferi
Espèce
Statut de conservation UICN

 LC  : Préoccupation mineure
Pelmatochromis buettikoferi est une espèce de poissons de la famille des Cichlidae. Cette espèce se rencontre en Afrique au Sénégal et au Libéria.

## Référence
- Steindachner, 1894 : Die Fische Liberia's. Notes from the Leyden Museum 16-1/2 pp 1-96. (Paratilapia buettikoferi)